# Tylochromis jentinki
Tylochromis jentinki е вид бодлоперка от семейство Цихлиди (Cichlidae). Видът не е застрашен от изчезване.

## Разпространение и местообитание
Разпространен е в Гамбия, Гана, Гвинея, Гвинея-Бисау, Кот д'Ивоар, Либерия, Сенегал и Сиера Леоне.
Обитава крайбрежията на сладководни и полусолени басейни и реки.

## Описание
На дължина достигат до 27 cm.